# Primal Massacre
Primal Massacre è il quinto album della band death metal svedese Vomitory, pubblicato nel 2004 dalla Metal Blade Records.

## Tracce
1. Primal Massacre – 3:30
2. Gore Apocalypse – 3:54
3. Stray Bullet Kill – 4:06
4. Epidemic (Created to Kill) – 3:45
5. Demons Divine – 3:45
6. Autopsy Extravaganza – 2:58
7. Retaliation – 2:55
8. Condemned by Pride – 3:49
9. Cursed Revelations – 2:21
10. Chainsaw Surgery – 3:11

## Formazione
- Erik Rundqvist - basso, voce
- Tobias Gustafsson - batteria
- Ulf Dalegren - chitarra
- Urban Gustafsson - chitarra